# Nobutake Kondō
Nobutake Kondō (近藤 信竹 Nobutake Kondō?, n. 25 septembrie 1886 – d. 19 februarie 1953) a fost un amiral al Marinei Imperiale Japoneze în timpul celui de-al Doilea Război Mondial.
Comandând a Doua Flotă a MIJ, o unitate navală detașată, care executa independent operațiuni, Kondō era considerat al doilea amiral ca importanță după Isoroku Yamamoto.

## Funcții de comandă deținute
- comandant al crucișătorului Kako 1929–1930
- comandant al cuirasatului Kongō, 1932-1933
- comandant al Forței de Sud
- comandant al Corpului Principal al Forței de Sud
- comandant al Flotei a Doua a MIJ
- comandant de operațiuni
- comandant al Flotei a Cincea a MIJ
- comandant al Diviziei 4 Crucișătoare
- comandant al Flotei din Zona Chinei[4]

## Literatură
- en D'Albas, Andrieu (1965). Death of a Navy: Japanese Naval Action in World War II. Devin-Adair Pub. ISBN 0-8159-5302-X.
- en Dull, Paul S. (1978). A Battle History of the Imperial Japanese Navy, 1941-1945. Naval Institute Press. ISBN 0-87021-097-1.
- en Dupuy, Trevor N. (1992). Encyclopedia of Military Biography. I B Tauris & Co Ltd. ISBN 1-85043-569-3.
- en Parrish, Thomas (1978). The Simon and Schuster Encyclopedia of World War II. New York: Simon and Schuster. ISBN 0-671-24277-6.
- en Van Der Vat, Dan (1978). Pacific Campaign: The U.S.-Japanese Naval War 1941-1945. New York: Simon and Schuster. ISBN 0-671-79217-2.